# Península de Peniche

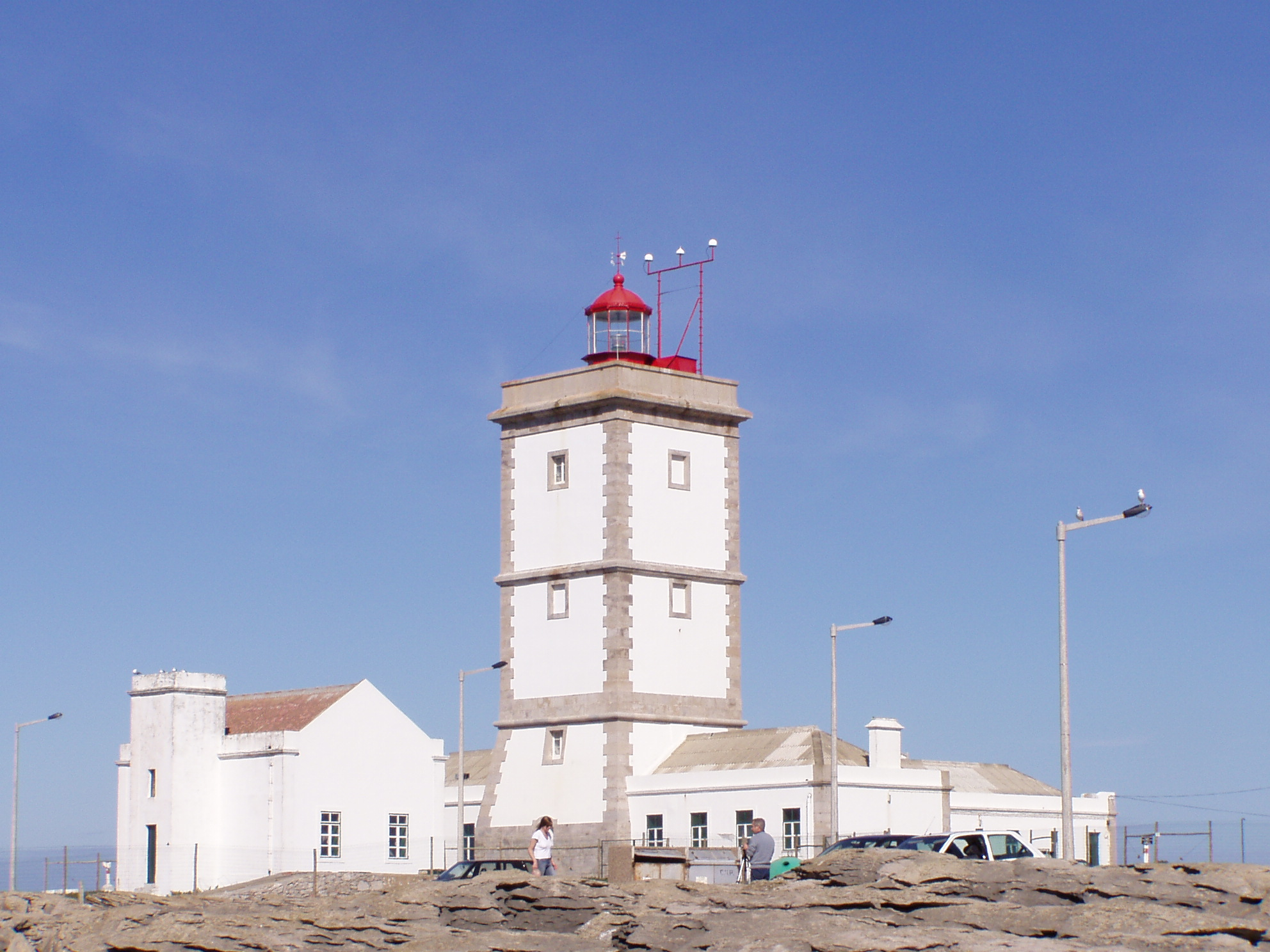
Vista del faro

La península de Peniche (en portugués: Península de Peniche) es una pequeña península de la costa atlántica de Portugal, situada en la parte central del país, perteneciente al concelho de Peniche, en la región Oeste.
La península se extiende unos 4 km y en el lado oriental está la playa de Baleal. En su extremo occidental se encuentra el cabo Carvoeiro, el punto más occidental de Portugal al norte del cabo da Roca,  en un lugar  de gran valor natural y paisajístico, con gran variedad de acantilados calcáreos fuertemente erosionados y campos de lapiaz. Al oeste se puede avistar desde el cabo el pequeño archipiélago de las Berlengas, integrado en una reserva natural terrestre y marina. En el cabo está el faro de Cabo Carvoeiro, de 25 m de altura, erigido debido a los numerosos naufragios ocurridos  en este tramo de costa.

## Historia
Anteriormente la península de Peniche era una isla, pero en la Edad Media la sedimentación causó su unión al continente. Las fuentes históricas hablan de una isla de Peniche (ilha de Peniche) integrada en la esfera económica y administrativa de la importante heredad y después villa de Atouguia da Baleia. Esta última localidad, que fue un antiguo puerto, está ahora en el interior.